# Ricardo Sá Pinto
Ricardo Manuel Andrade e Silva Sá Pinto (født 10. oktober 1972 i Porto, Portugal) er en tidligere portugisisk fodboldspiller, der spillede som angriber hos flere europæiske klubber, samt for Portugals landshold. Af hans klubber kan blandt andet nævnes Sporting Lissabon i hjemlandet, spanske Real Sociedad samt Standard Liège i Belgien.

## Landshold
Sá Pinto spillede i årene mellem 1994 og 2001 55 kampe for Portugals landshold, hvori han scorede 15 mål. Han repræsenterede sit land ved EM i 1996 og EM i 2000.

## Trænerkarriere
Ricardo Sá Pinto blev d. 13. februar 2012 ansat som træner i sin hjerteklub Sporting Lissabon, hvor han erstattede Domingos Paciencia, som efter skuffende ligaresultater blev fyret efter kun 9 måneder i klubben. 
Sá Pinto kommer fra en assistenttrænerstilling i Uniao de Leiria, og har nu skrevet under på en kontrakt gældende frem til juni 2013.